# دهستان روئین
دهستان روئین نام دهستانی در بخش مرکزی شهرستان اسفراین، استان خراسان شمالی در ایران است. براساس سرشماری مرکز آمار ایران در سال ۱۳۸۵، جمعیت آن ۱۵۸۱۰ نفر (۳۸۴۹ خانوار) بوده‌است.